# Kanda (Tóquio)
Kanda (神田) é um distrito na Chiyoda, em Tóquio, no Japão. Abrange cerca de trinta bairros. Foi um município até 1947, quando os 35 municípios de Tóquio foram reorganizados em 23.

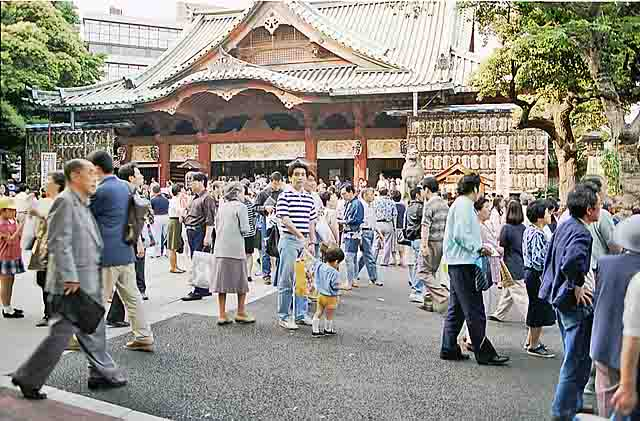
Festival em Kanda Myojin

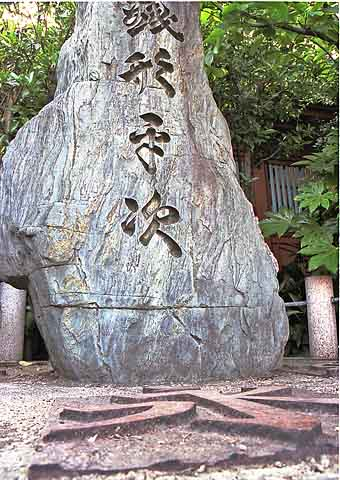
Monumento a Zenigata Heiji

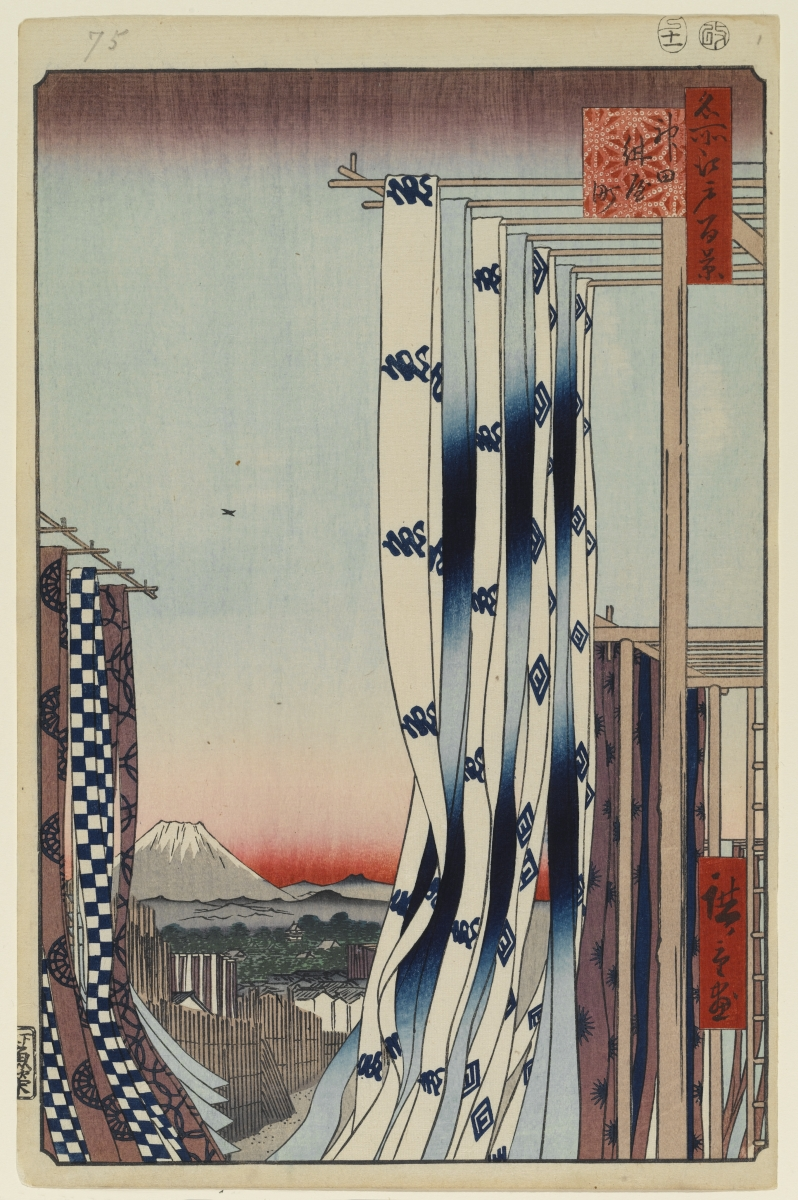
Hiroshige, o quarteição das tinturas de Kanda

É onde se encontra o santuário Kanda Myojin (Xintoísmo), dedicado a Taira no Masakado, que liderou a rebelião contra o governo central durante o período Heian. No período de Edo, o festival do santuário foi um dos três mais famosos da cidade.
Em Kanda também está a Catedral da Ressurreição de Tóquio, que foi construída por Nicolau do Japão e é a principal Catedral da Igreja Ortodoxa Japonesa.
Uma popular série de televisão japonesa,  Zenigata Heiji , possui um patrulheiro de polícia fictício (o personagem do título) cuja batida é Kanda. Perto do final de cada espetáculo, Heiji é o vilão e joga uma moeda nele.

## Bairros em Kanda
- Aioichō
- Awajichō
- Hanaokachō
- Higashi-Kanda
- Higashikonyachō
- Higashimatsushitachō
- Hirakawachō
- Iwamotochō
- Izumichō
- Jinbōchō - famoso pelas inúmeras livrarias e sebos
- Kajichō
- Kitanorimonochō
- Konyachō
- Matsunagachō
- Mikurachō
- Misakichō
- Mitoshirochō
- Neribeichō
- Nishifukudachō
- Nishi-Kanda
- Nishikichō
- Ogawamachi
- Sakumachō
- Sakumagashi
- Sarugakuchō
- Soto-Kanda - Akihabara
- Sudachō
- Surugadai
- Tachō
- Tomiyamachō
- Tsukasamachi
- Uchi-Kanda